# Periscyphis laticarpus
Periscyphis laticarpus là một loài chân đều trong họ Eubelidae. Loài này được Taiti & Ferrara miêu tả khoa học năm 1989.